# Rhinopalpa elpinice
Rhinopalpa elpinice är en fjärilsart som beskrevs av Felder 1867. Rhinopalpa elpinice ingår i släktet Rhinopalpa och familjen praktfjärilar. Inga underarter finns listade.